# 675
675 (DCLXXV) je bilo navadno leto, ki se je po julijanskem koledarju začelo na ponedeljek.

## Dogodki
- 1. januar

## Rojstva
- Sulejman ibn Abd al-Malik, sedmi kalif Omajadskega kalifata († 717)

## Smrti
- Hilderik II., kralj Frankov (* 653)